# Питерка (село, Саратовская область)
Пи́терка — село, административный центр и крупнейший населённый пункт Питерского района Саратовской области.

## География
Село расположено на берегах реки Малый Узень в 180 км от Саратова.
Железнодорожная станция Приволжской железной дороги Питерка на ветви Красный Кут — Александров Гай с одноимённым посёлком при ней расположена в 5 км южнее центра села.

## История
История Питерки и Питерского района начинается с 1840 года, когда вольным крестьянам было разрешено занимать необжитые места. Обширные плодородные степи с их природными богатствами привлекали население центральных районов России. Сама Питерка называлась Прозором, по имени первого поселенца Прозора.
Село основано в 1840 году крестьянами-переселенцами из окрестностей Санкт-Петербурга.
Казённое село Питерка (оно же Прозор) упоминается в Списке населенных мест Российской империи по сведениям 1859 года. Село относилось к Новоузенскому уезду Самарской губернии, находилось на расстоянии 61 версты от уездного города, при р. Малом Узень, по левую сторону почтового тракта из Новоузенска в Саратов. В 1859 году в селе проживало свыше 1,5 тысяч жителей, имелась православная церковь.
В 1860-е годы, в селе проживало 2 580 душ обоего полу, в 320 дворах.
После Крестьянской реформы включено в состав Моршанской волости.
На конец XIX столетия, Питерка (Прозор) — село Новоузенского уезда Самарской губернии, в котором проживало 4 363 жителя обоего пола, а также проводились еженедельные базары.
Согласно Списку населённых мест Самарской губернии 1910 года в селе Питерка Моршанской волости проживало 2 938 мужчин и 3 189 женщин, село населяли бывшие государственные крестьяне, преимущественно русские, православные и сектанты, в селе имелись церковь, две земских и одна церковно-приходская школа, лечебница, почтовое отделение, земская станционная ярмарка, 18 ветряных мельниц и две мельницы с нефтяным двигателем, кирпичный завод, работали врач, фельдшер и акушерка, по понедельникам проводились базары.
В 1919 году в составе Новоузенского уезда село включено в состав Саратовской губернии.

## Население
Динамика численности населения по годам:
| Годы      | 1859 | 1889 | 1897 | 1910 |
| --------- | ---- | ---- | ---- | ---- |
| Население | 2580 | 4381 | 5356 | 6127 |

| 1939  | 1959  | 1970  | 1979  | 1989  | 2002  | 2010  |
| ----- | ----- | ----- | ----- | ----- | ----- | ----- |
| 4361  | ↘3371 | ↗3374 | ↗4072 | ↗5357 | ↗5478 | ↘5439 |
| 2021  |       |       |       |       |       |       |
| ↘4821 |       |       |       |       |       |       |

Национальный состав
Согласно результатам переписи 2002 года большинство населения составляли русские (82 %).

## СМИ
В Питерке выходит газета «Искра», являющаяся органом администрации Питерского муниципального района. Газета имеет свой сайт в сети Интернет, на котором публикуются основные новости села и района — «Искра» Архивная копия от 26 февраля 2014 на Wayback Machine.

## Известные уроженцы
- Исиналиев, Михаил Иванович (1928—1999) — министр иностранных дел Казахской ССР.
- Чирсков, Владимир Григорьевич (род в 1935) — министр строительства предприятий нефтяной и газовой промышленности СССР.